# Certificação
Certificação é a declaração formal de comprovação emitida por quem tenha credibilidade ou autoridade legal/moral. Ela deve ser formal, isto é, deve ser feita seguindo um ritual e ser corporificada em um documento. A certificação deve declarar ou dar a entender, explicitamente, que determinada coisa, status ou evento é verdadeiro. Deve também ser emitida por alguém, ou alguma instituição, que tenha fé pública, isto é, que tenha credibilidade perante a sociedade. Essa credibilidade pode ser instituída por lei ou decorrente de aceitação social.
O certificado é o documento que corporifica a certificação.

## Formas de Certificação
Eles podem ser realizados para as seguintes finalidades:
- Atestar a qualificação de um profissional (como Certified Information System Security Professional e Security+),
- Atestar a qualidade e funcionalidade de produtos, serviços, processos produtivos, por exemplo, nas áreas de segurança de computadores e software (ISO/IEC 17799 e Common Criteria), em sua qualidade (ISO 9000) e na gestão ambiental de empresas (ISO 14000).

## Certificação Ambiental
Do ponto de vista de políticas públicas, os selos de certificação ambiental são instrumentos que se destinam a educar consumidores sobre os impactos ambientais da produção, uso e descarte de produtos, levando a uma mudança no padrão de consumo e assim reduzir seus impactos negativos sobre o meio ambiente.
Para que selos ambientais possam atingir seus objetivos de política ambiental, os consumidores ao considerar as informações contidas no selo, dando preferência a produtos certificados, podem contribuir para a eliminação de atividades ilegais, predatórias ou de alto impacto sobre o meio ambiente.
Os selos certificadores diminuem os custos de busca por informação, influenciando o número e o peso dado para os atributos considerados por um consumidor durante seu processo de decisão. Por tanto, se um consumidor tiver informação suficiente e confiável para diferenciar produtos de baixa qualidade dos de alta qualidade, ele terá uma disposição extra a pagar de sobre os produtos de alta qualidade. Inversamente, a provisão de informação pode também levar a uma redução na disposição a pagar por bens de baixa qualidade.
De uma maneira geral, políticas de provisão de informação têm como objetivo principal minimizar a falha de mercado causada pela informação assimétrica entre empresas e consumidores.
As vantagens de implementação dessas políticas são a seguir enumeradas resumidamente:
- Redução de custos de informação - A provisão de informação pelo governo reduz os custos de ação coletiva, o que permite aos agentes aumentarem seu poder de barganha e pressão sobre firmas poluidoras. A nova informação pode mudar a relação de custos e benefícios de ações contra poluidores.
- Choque - A provisão de informação incentiva ação coletiva quando o comportamento ambiental observado é pior do que o esperado. Nesse caso o que mudaria não seriam os custos de ação, mas a percepção de que os níveis ambientais estão abaixo dos níveis aceitável pela população. Uma conseqüência disso pode ser a mudança no valor da empresa poluidora no mercado.
- Vergonha/medo - A possibilidade de disseminação da informação faz com que o desempenho de uma firma melhore devido ao temor de ser considerada de ‘baixo desempenho’ por grupos de pressão e pela mídia.
- Comparação - A provisão de informação permite à população comparar o desempenho de diferentes empresas no tocante ao dano ambiental que cada uma delas provoca.
- Agenda governamental - A informação não é dada para atender à demanda de grupos de interesse, mas apenas para alertar as pessoas de que o dano ambiental é um motivo de preocupação do governo.

## Validade
As certificações geralmente precisam ser renovadas e reavaliadas periodicamente por um órgão regulador certificador, que será responsável pela credibilidade dos métodos de avaliação do certificado. O certificador pode tanto ser um órgão público, quanto uma empresa privada independente. Certificados podem, inclusive, ser dados pelas próprias empresas que os utilizam, principalmente como apelo publicitário, o que pode ser caracterizado como cheap talk, ou seja, um apelo sem credibilidade garantida.